# Carrer del Call (l'Albi)
El Carrer del Call és una via pública amb elements gòtics de l'Albi (Garrigues) protegida com a Bé Cultural d'Interès Local.

## Descripció
Baixant pel carrer major, seguint la línia de l'antiga muralla, s'obre entre les cases número 3 i 5, una porxada amb un arc apuntat a l'exterior i de mig punt a l'interior. Aquesta ens dona pas a un carrer sense sortida, el call. La porxada mostra un sostre interior de bigues de fusta i parets arrebossades que deixen veure dues arcades, ara tapiades, entre les quals apunta el muntant d'un tercer arc tranversal actualment inexistent.
El carrer no és massa ample, resta pavimentat i sense vorera. Les façanes han estat força modificades adaptant les grans portades com a magatzems i vivendes. També se'n conserven amb el portal adovellat. L'alberg més antic és casa Miró del segles xiii- XIV. Entre els edificis actuals habitats podem esmentar la casa Solanes del 1761, la casa del Xollador del 1797 i la Casa Botí o Ciurana del 1764.

## Història
A l'Albi després de la repoblació cristiana no restà cap sarraí, si és que abans n'hi havien hagut. Segons Lladonosa el call hebreu es forma a partir de les dues darreres dècades del segle xii. Després de l'expulsió i reconversió al cristianisme, un dels conversos més destacable era la nissaga Vives que, al segle xvi, residia al carrer del call. D'altra banda es pensa que no deuria ser massa gran degut a les dimensions del carrer.